# جزيرة الفراولة (نيويورك)
جزيرة الفراولة هي جزيرة غير مأهولة في نهر نياجرا تقع في مقاطعة إيري ، نيويورك ، جنوب شرق الجزيره الكبرى . 5 فدان ( 2 هكتار ) الجزيرة مملوكة ل مكتب ولاية نيويورك للمتنزهات والترفيه والمحافظة التاريخية وتتم إدارتها كمحمية للأسماك والحياة البرية.

## الموقع والوصف
تقع جزيرة الفراولة جنوب شرق الجزيره الكبرى ، وهي نقطة الانقسام بين الفروع الشرقية والغربية لنهر نياجرا . تشتمل الجزيرة التي تتخذ شكل حدوة حصان على بحيرة ونباتات ناشئة على جانبها الشمالي وأعمدة من أشجار الصفصاف على الحافة الجنوبية لها. 
5 فدان ( 2 هكتار) الجزيرة مملوكة ل مكتب ولاية نيويورك للمتنزهات والترفيه والمحافظة التاريخية وتم تحديدها رسميًا باسم حديقه جزيرة الفراولة الحكوميه ،  وهي غير مطورة. تدار الجزيرة كمحمية للأسماك والحياة البرية بالاشتراك مع إدارة المحافظة على البيئة بولاية نيويورك . 
وهي جزء من أرخبيل صغير إلى جانب جزيرة الضفدع وجزيرة موتور وجزيرة القندس الصغير، وجميعها جزر صغيرة تقع في اتجاه مجرى النهر بجزيرة الفراولة. 

## تاريخ

### التاريخ الثقافي
اسم «جزيرة الفراولة» موجود في السجلات منذ عام 1750 ، على الرغم من أن أصل الاسم غير واضح. تم استخدام الجزيرة من قبل القوات البريطانية خلال حرب 1812 كمنطقة انطلاق لحصار بوفالو في عام 1814 ، وتم شراؤها من سينيكا في عام 1815. 
فندق من طابقين، بما في ذلك 11 فدان ( 4.5 هكتار ) بستان من الأشجار وقناة، تم بناؤه على الجزيرة في عام 1882 ، ولكن سرعان ما تلاشى وتم تفكيكه بحلول نهاية القرن حيث انجذب السياح إلى أحدث المنتجعات في الجزيرة الكبرى القريبة. مرت الجزيرة بسلسلة من الملاك الخاصين خلال السنوات التالية، بما في ذلك العديد من شركات تعدين الحصى. تم التعدين والتجريف في الجزيرة وبالقرب منها خلال فترات عديدة بين عامي 1912 و 1950 ، مما قلل بشكل كبير من حجم الجزيرة وساهم في شكل حدوة الحصان. 
تم بيع الجزيرة إلى بلدة توناواندا في عام 1953 ، والتي استخدمتها للمساعدة في مشاريع البناء القريبة. تم نقله إلى مكتب ولاية نيويورك للحدائق والاستجمام والمحافظة على التاريخ في عام 1989. 

### التاريخ الجيولوجي والطبيعي
من المحتمل أن تكون جزيرة الفراولة قد تشكلت بسبب ترسب الرواسب الجليدية حول نتوء صخري صغير خلال العصر الجليدي . 
تباين حجم جزيرة الفراولة بشكل كبير بمرور الوقت، وهي اليوم تشكل جزءًا صغيرًا من حجمها السابق. عند رسم الخريطة لأول مرة في أوائل القرن التاسع عشر، قُدر أن الجزيرة تغطي ما يقرب من 100 فدان ( 40 هكتار ) وتألفت في المقام الأول من المستنقعات.   زاد حجم الجزيرة إلى 138 فدان ( 56 هكتار ) بسبب رواسب التربة والصخور من حفر قناة إيري في عام 1819 ، وتزايدت أيضًا في عام 1908 مع إضافة المواد الناتجة عن إنشاء قفل قناة في بلاك روك . قُدرت الجزيرة 200 فدان ( 81 هكتار ) في عام 1912 ،  ولكن تم تخفيضها إلى 40 فدان ( 16 هكتار ) بحلول عام 1948 بسبب عمليات تعدين الحصى غير المنظمة خلال أوائل ومنتصف القرن العشرين.  تم تقليص الجزيرة إلى 25 فدان ( 10 هكتار ) بحلول عام 1950 حيث تركز التجريف في وسط الجزيرة، مما أدى إلى توسيع البحيرة. استمرت الجزيرة في فقدان مساحتها بسبب التعرية بسبب ارتفاع منسوب المياه والعواصف الشتوية خلال النصف الأخير من القرن العشرين. قُدرت
20 فدان ( 8 هكتار ) في عام 1987 ، وانخفضت إلى 5 فدان ( 2 هكتار )بحلول عام 2013.
تم وضع خطط لتحقيق الاستقرار في جزيرة الفراولة وإعادة تأهيلها، بالإضافة إلى العديد من الجزر المجاورة، في عام 2007 كجزء من مشروع منسق لتحسين الموائل بتمويل من هيئة الطاقة في نيويورك . تم الانتهاء من العمل في جزيرة الضفدع، التي كانت مغمورة مسبقًا 5 فدان ( 2 هكتار ) جزيرة تقع في اتجاه مجرى النهر من جزيرة الفراولة، في عام 2014. اكتملت أعمال استعادة النظام البيئي في جزيرة موتور وجزيرة القندس الصغير خلال نفس الفترة الزمنية.  تم منح عقد بقيمة 3.2 مليون دولار لبدء العمل على إعادة تأهيل الأراضي الرطبة والسيطرة على تآكل جزيرة الفراولة في مارس 2015. 

## موطن الحياة البرية
تقع جزيرة الفراولة على حافة واحدة 400 فدان ( 160 هكتار )منطقة نهر ضحل تُعرف باسم «جزيرة الفراولة - جزيرة موتور الضحلة» ، والمعروفة بأنها أكبر منطقة ساحلية نهرية لنهر نياجرا، وهي نوع قيم من الأسماك وموائل الحياة البرية النادرة إقليمياً. تم العثور على المناطق الضحلة لتكون واحدة من منطقتين رئيسيتين لتكاثر المسكلينج في نهر نياجرا في السبعينيات، فضلاً عن كونها موطنًا منتجًا لأنواع أسماك الطرائد الأخرى. تم التعرف على المنطقة أيضًا كمنطقة شتوية مهمة للطيور المائية . 
بعد عدة محاولات فاشلة، لوحظ أن زوجًا من النسور الصلعاء أقاما بنجاح عشًا في جزيرة الفراولة في عام 2013 ، كجزء من عودة ظهور النسر الأصلع داخل المنطقة.  لتشجيع النسور التي تعشش وحمايتها، تم اعتبار أجزاء من الجزيرة محظورة منذ عام 2016 خلال موسم التعشيش، وتم تقييد القوارب الآلية بالقرب من الجزيرة. 